# Рыцарь дня
«Рыцарь дня» (англ. Knight & Day) — художественный фильм Джеймса Мэнголда в жанре комедийного боевика, вышедший 23 июня 2010 года в США и 24 июня в России. Дословный перевод названия фильма — «Рыцарь и день», в чём наблюдается игра слов: «night» (ночь) и «knight» (рыцарь) произносятся одинаково.

## Сюжет
Том Круз играет тайного агента, который случайно завязывает знакомство с обычной девушкой — героиней Камерон Диас, и в результате втягивает её в задание защитить сверхмощную батарейку, которая является ключом к созданию неисчерпаемого источника энергии, от преступников, пытающихся воспользоваться ею в своих целях. В фильме говорится, что эта батарея способна питать даже небольшой город: чем не отличный повод, чтобы завладеть ей? Вместе с батареей тайный агент оберегает от преступников создавшего её молодого учёного, не так давно окончившего школу и не способного защититься от них самостоятельно. Между агентом и девушкой возникают любовные отношения, но они не ставятся на «передний план».

## В ролях
| Актёр           | Роль            |
| --------------- | --------------- |
| Том Круз        | Рой Миллер      |
| Камерон Диас    | Джун Хэвенс     |
| Питер Сарсгаард | Фицджеральд     |
| Жорди Молья     | Антонио         |
| Пол Дано        | Саймон Фек      |
| Виола Дэвис     | директор Джордж |
| Мэгги Грейс     | Эйприл Хэвенс   |
| Галь Гадот      | Наоми           |
| Фальк Хенчель   | Бернард         |
| Дейл Дай        | Фрэнк Дженкинс  |

## Создание фильма
Название фильма «Knight & Day» было утверждено компанией 20th Century Fox в октябре 2009 года, до этого фильм значился под рабочими названиями «Wichita» и «Trouble Man».
Основные съёмки начались в середине сентября 2009 года в Бостоне и Бриджуотере (Массачусетс). Съёмки сцены в терминале аэропорта проходили в Вустере (Массачусетский аэропорт), кроме того, съёмки проходили также в городе Мелроз в Массачусетсе.
Также в качестве мест для съёмок фильма были выбраны города Севилья в Испании и Зальцбург в Австрии.
Одна сцена была снята в городе Дэнверс (Массачусетс), расположенном севернее Бостона, а один эпизод частично в Кадис, Испания, и частично в Лонг-Бич, Калифорния. Вошедший только в т. н. «длинную» версию эпизод с быком был доснят не в Севилье, а в Пасадене (Пасадине), Калифорния.
Все аварии с участием машин были записаны на студии и вставлены в картину при помощи компьютерной обработки.
Композитором в картине выступил Джон Пауэлл, ранее написавший музыку для похожего по жанру фильма «Мистер и миссис Смит».

## Кассовые сборы
В прокате фильм получил неудачный старт — в день премьеры он принёс 3,8 млн долларов, серьёзно уступив фильму «История игрушек: Большой побег», собравшему в тот же день 13 млн долларов. Даже фильм «Ванильное небо» (2001), ставший первой совместной актёрской работой Том Круза и Камерон Диас, имел значительно более высокий показатель — 8,9 млн долларов. В дальнейшем сборы улучшились, и к 15 ноября 2010 во всем мире составили $258,8 млн. долларов.